# Eisingen (Enzi járás)
Eisingen település Németországban, azon belül Baden-Württembergben. Lakosainak száma 4855 fő (2023. december 31.).

## Népesség
A település népessége az elmúlt években az alábbi módon változott:
| Lakosok száma | 3263 | 4550 | 4721 | 4741 | 4760 | 4802 | 4855 |
|               | 1975 | 2014 | 2017 | 2019 | 2021 | 2022 | 2023 |